# Vienna Vikings

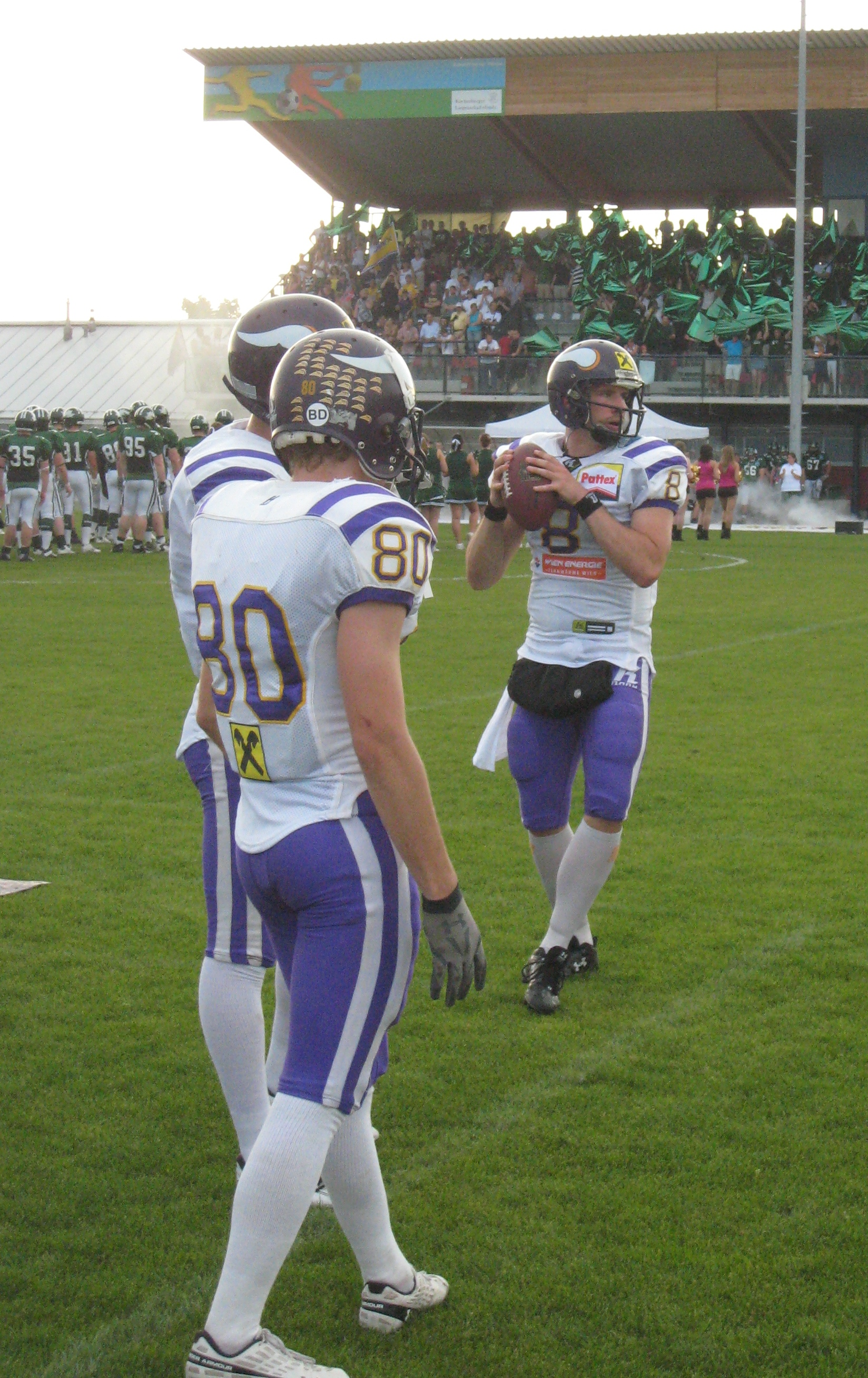
Jugadores de Vienna Vikings.

Vienna Vikings (español: Vikingos de Viena) es un equipo de fútbol americano de Viena (Austria).
Su nombre comercial actual es Dacia Vienna Vikings, por su patrocinador principal, Raiffeisen Zentralbank Österreich AG. Anteriormente usaron Raiffeisen Vienna Vikings, Chrysler Vienna Vikings y Dodge Vienna Vikings por sus patrocinadores anteriores. 

## Historia

#### Fundación
Los Vienna Vikings fueron fundados el 11 de octubre de 1983 por Thomas Aichmair, quien previamente había dirigido al equipo italiano Castel Giorgio en el Campeonato Europeo de Fútbol de 1983. Como requisito previo para el inicio del club, él instaló a su amigo y colega del equipo nacional Thomas Bundschuh como el jefe de ataque, dejando solo jugadores novatos de fútbol para el equipo de jugadores.

#### Inicios
Ya a principios de abril de 1984, apenas unas semanas después del primer entrenamiento en equipo, los Vikings se enfrentaron al actual campeón estatal Salzburg Lions. Bajo una lluvia torrencial, los recién llegados cayeron con 50:0. 
Dos semanas más tarde, se enfrentaron a Nürnberg Vikings. En la derrota por 49:7 Horst Obermayer podría lograr el primer touchdown en la historia del club.
En las siguientes dos temporadas, los Vikings vencieron a todos los oponentes que se interpusieron en su camino.

#### Primera Temporada en Primera División
Después de la gran racha a través de la 2.ª y la 1.ª Liga condujeron a los Vikings el 26 de junio de 1986, a su primera final del campeonato en la primera división. Los segundos finalistas fueron los eternos rivales "Graz Giants", a los que derrotaron en la temporada regular en ambos juegos. Pero los Giants demostraron una vez más que pueden superarse en el día crucial, castigando la soberbia de Vikings con una cómoda victoria de 36:12.
En 1988, los Rambles Viena estaban a punto de disolverse y se ofrecieron para hacerse cargo de los vikingos; de hecho, algunos de los jugadores restantes se mudaron al club.
Thomas Aichmair terminó su carrera activa en 1986. Hasta el final de sus estudios en 1988, permaneció como presidente de los Vikings de Viena, su sucesor fue Michael Holub, desde 1992, Karl Wurm en este post.

#### Primer Título
Bajo el entrenador =estadounidense Tom F. Smythe fueron en 1994 por primera vez campeón de Austria. En diciembre de 2005, el nombre del club se modificó debido a nuevos contratos de patrocinio en Dodge Vikings Vienna, anteriormente era el nombre del equipo Chrysler Vikings Vienna. 
Después de 2004 le ganaron a los Bérgamo Lion, a  los Vikings n 2005, en 2006 le ganaron a La Courneuve flash y en 2007 a Marburg Mercenaries el codiciado Euro Bowl, y por lo tanto eran campeones de Europa y el primer y único equipo en la historia que ha ganado el trofeo en cuatro ocasiones. En el Austria Bowl 2007 ganaron contra Turek Graz Giants y por lo tanto podría igualar en las estadísticas de los campeones de Austria con los Gigants en nueve títulos.

#### Dominio y Actualidad
Desde principios de 2008, el equipo se llama Raiffeisen Vikings Vienna . 
Con este nombre llegaron los títulos de 2009, 2012, 2013 y 2014.
En la primavera de 2017, se hizo el cambio de nombre del nuevo patrocinador principal Vikings Dacia y los partidos en casa están de vuelta en el estadio Hohenwarte.
En ese año consiguieron su título número 14.

## Palmarés
- European League of Football: 2022
- Eurobowl 5: 2004-2005-2006-2007-2014
- Austrian Football League 15: 1994-1996-1999-2000-2001-2002-2005-2007-2009-2012-2013-2014-2017-2020